# The Chosen (seriál)
The Chosen (Vyvolený či Vyvolení[zdroj⁠?!]) je několikadílný americký televizní seriál, který z nového úhlu pohledu vypráví o životě Ježíše Krista a příbězích lidí, kteří s ním přišli do styku. Děj se odehrává v období římského útlaku Izraele v prvním století a vyznačuje se autentickým a lidským vykreslením postav a událostí.
Na rozdíl od klasických filmových adaptací vidíme v The Chosen Ježíše očima lidí, kteří se s ním setkávají. Ježíš je vykreslen jako srdečný a empatický, jako skutečný člověk, který je středem každodenního židovského života, a přesto jedná s božskou autoritou a mocí – což je poselství, které se v průběhu seriálu stále více posiluje.
Seriál je koncipován na celkem sedm sezón a svou americkou premiéru oslavil 19. dubna 2019 první sezónou. Pátá sezóna je plánována na rok 2025.

## Příběh
První sezóna se odehrává v Galileji 1. století a ukazuje, jak Ježíš shromažďuje své první učedníky. Hlásá Boží poselství a vyzývá lidi k pokání. Zve lidi ze všech společenských vrstev, aby ho následovali a stali se jeho učedníky. Jedním z prvních zázraků je zázrak na svatbě v Káně.
Druhé sezóna nás zavádí do Samaří a do sousedních regionů Sýrie a Judeje. Ježíš povolává další učedníky, káže a uzdravuje mnoho lidí v různých městech a vesnicích. Současně narůstají konflikty s židovskými náboženskými autoritami. Vrcholem této sezóny je příprava na slavné Kázání na hoře.
Třetí sezóna začíná Kázáním na hoře. Ježíšova popularita roste a mnozí se ptají, zda je on zaslíbeným Mesiášem. Zároveň se vyostřuje napětí s Římany a farizeji. K vrcholům této sezóny patří volba dvanácti apoštolů a jejich vyslání, jakož i zázrak nasycení pěti tisíc lidí chlebem a rybami. Dále jsme svědky toho, jak Ježíš kráčí po vodě Galilejského jezera a utiší bouři.
Čtvrtá sezóna se soustředí na poslední rok Ježíšova působení a ukazuje dva významné zázraky, včetně vzkříšení Lazara a uzdravení slepého od narození. Tyto události zdůrazňují Ježíšovu moc a autoritu. Apoštol Šimon dostává nové jméno Petr. Nepřátelství židovských autorit se nyní otevřeně projevuje, neboť usilují o jeho smrtelný rozsudek a napětí s římskou okupací se zvyšuje. Sezóna končí Ježíšovým triumfálním vjezdem do Jeruzaléma.
Pátá sezóna se zabývá událostmi Svatého týdne až po Ježíšovo zatčení. V šesté sezóně je plánováno ukřižování a smrt Ježíše, zatímco sedmá a poslední sezóna se bude zabývat vzkříšením a Ježíšovým působením až do jeho nanebevstoupení.

## Produkce a dostupnost
Seriál The Chosen byl navržen, režírován a spoluvytvářen americkým filmařem Dallasem Jenkins (narozen 1975). Natáčení probíhá v amerických státech Texas a Utah.
Financování seriálu probíhá převážně prostřednictvím crowdfundingových kampaní a darů. Obzvláště pozoruhodné je, že první sezóna s rozpočtem 11 milionů dolarů je nejdražším seriálovým nebo filmovým projektem, který byl realizován pomocí crowdfundingu.
The Chosen je zdarma dostupný prostřednictvím oficiální aplikace, YouTube a různých sociálních médií. Kromě toho jsou sezóny 1 až 4 k dispozici na mnoha streamovacích platformách (status 2025).
Seriál byl přeložen nebo dabován do více než 50 jazyků, včetně švédštiny, slovenštiny, rumunštiny, paňdžábštiny, malgaštiny, korejštiny, hebrejštiny, indonéštiny, italštiny, řečtiny a češtiny. Překlady koordinuje Come and See Foundation.
Do roku 2025 The Chosen dosáhl celosvětově více než 280 milionů diváků ve 175 zemích a platí tak za jeden z nejúspěšnějších křesťanských seriálů všech dob.

## Obsazení
| Role                        | Herec | Popis |
| --------------------------- | --- | --- |
| Ježíš                       | Jonathan Roumie                                                                                            | Mesiáš, tesař a rabín z Nazareta. |
| Marie Magdalena             | Elizabeth Tabish                                                                                           | Žena z Magdaly, kterou Ježíš uzdravil a která byla dříve posedlá démony, následovnice Ježíše.                                                                         |
| Šimon (od epizody 4/2 Petr) | Shahar Isaac                                                                                               | Bývalý rybář z Kafarnaum, bratr Ondřeje a jeden z dvanácti apoštolů.                                                                                                  |
| Eden                        | Lara Silva                                                                                                 | Manželka Šimona (Petra) |
| Ondřej                      | Noah James                                                                                                 | Bývalý rybář z Kafarnaum, mladší bratr Šimona (Petra), bývalý učedník Jana Křtitele a jeden z dvanácti apoštolů.                                                      |
| Jakub Starší                | Shayan Sobhian (sezóna 1, epizody 1-4) Kian Kavousi (sezóna 1, epizody 5-8) Abe Bueno-Jallad (od sezóny 2) | Bývalý rybář z Kafarnaum, syn Zebedea, bratr Jana Evangelisty a jeden z dvanácti apoštolů.                                                                            |
| Jan                         | George Harrison Xanthis                                                                                    | Bývalý rybář z Kafarnaum, syn Zebedea, bratr Jakuba Staršího a jeden z dvanácti apoštolů, autor Janova evangelia.                                                     |
| Zebedeus                    | Nick Shakoour                                                                                              | Bývalý rybář z Kafarnaum, otec Jakuba Staršího a Jana. Se svými dvěma syny dříve rybařil společně se Šimonem a Ondřejem.                                              |
| Filip                       | Yoshi Barrigas (sezóna 1-3) Reza Diakos (od sezóny 4)                                                      | Bývalý učedník Jana Křtitele z Betsaidy a jeden z dvanácti apoštolů, starý přítel Natanaela.                                                                          |
| Matouš                      | Paras Patel                                                                                                | Bývalý celník z Kafarnaum a jeden z dvanácti apoštolů, autor Matoušova evangelia. Trpí Aspergerovým syndromem.                                                        |
| Tomáš                       | Joey Vahedi                                                                                                | Bývalý hostinský a obchodní partner Ramy z Šaronské planiny, jeden z dvanácti apoštolů.                                                                               |
| Tadeáš                      | Giavani Cairo                                                                                              | Bývalý kameník z Betsaidy a jeden z dvanácti apoštolů. |
| Jidáš Iškariotský           | Luke Dimyan                                                                                                | Bývalý obchodní učeň z Keriotu a jeden z dvanácti apoštolů. |
| Šimon Z.                    | Alaa Safi                                                                                                  | Bývalý zélóta z Aškelonu a jeden z dvanácti apoštolů, zvaný „Z“. |
| Nathanael                   | Austin Reed Alleman                                                                                        | Bývalý architekt z Cesareje Filipovy a jeden z dvanácti apoštolů. |
| Jakub Mladší                | Jordan Walker Ross                                                                                         | Jeden z dvanácti apoštolů, syn Alfea. |
| Maria                       | Vanessa Benavente                                                                                          | Matka Ježíšova |
| Josef                       | Raj Bond                                                                                                   | Tesař z Nazareta, pěstoun Ježíše. |
| Jan Křtitel                 | David Amito                                                                                                | Putující kazatel na poušti, který křtil v Jordánu, bratranec Ježíše a bývalý rabín Ondřeje a Filipa. Král Herodes ho nechá popravit (epizoda 4/1).                    |
| Nikodém                     | Erick Avari                                                                                                | Přední farizej z Jeruzaléma a člen Sanhedrinu. |
| Zohara                      | Janis Dardaris                                                                                             | Manželka Nikodéma. |
| Rama                        | Yasmine Al-Bustami                                                                                         | Bývalá vinařka a obchodní partnerka Tomáše ze Šaronské planiny, následovnice Ježíše, zemře rukou prétora Quinta (epizoda 4/3).                                        |
| Tamar                       | Amber Shona Williams                                                                                       | Etiopská přítelkyně uzdraveného ochrnutého v Kafarnaum (epizoda 1/6) z Heliopolis, následovnice Ježíše.                                                               |
| Barnabáš                    | Alok Metha                                                                                                 | Následovník Ježíše a přítel Šuly, dříve tělesně postižený, uzdravený Ježíšem.                                                                                         |
| Šula                        | Anne Beyer                                                                                                 | Dříve slepá následovnice Ježíše, přítelkyně Barnabáše, uzdravená Ježíšem (epizoda 3/6).                                                                               |
| Yussif                      | Ivan Jasso                                                                                                 | Farizej z Jeruzaléma, nasazený v Kafarnaum. |
| Gaius                       | Kirk B. R. Woller                                                                                          | Římský centurion a bývalý spolupracovník Matouše. Ježíš uzdraví jeho služebníka (epizoda 4/4). Gaius převezme funkci galilejského praetora po Quintovi (epizoda 4/4). |
| Quintus                     | Brandon Potter                                                                                             | Římský magistrát v Kafarnaum a praetor Galileje. V epizodě 4/3 je odvolán z funkce.                                                                                   |
| Šmuel                       | Shaan Sharma                                                                                               | Farizej z Kafarnaum, studoval u Nikodéma. |
| Yanni                       | Wasim No'mani                                                                                              | Farizej z Jeruzaléma, kolega Šmuela. |
| Jairus                      | Alessandro Colla                                                                                           | Farizej z Jeruzaléma, správce synagogy v Kafarnaum. Ježíš vzkřísí jeho dceru (epizoda 3/5).                                                                           |
| Lazar                       | Demetrius Troy                                                                                             | Starý přítel Ježíše z Betánie, bratr Marie a Marty. Byl Ježíšem vzkříšen z mrtvých (epizoda 4/7).                                                                     |
| Atticus Aemilius Pulcher    | Elijah Alexander                                                                                           | Člen římské městské kohorty, vyslaný z Říma, aby vyšetřil zelóty. |

## Seznam dílů

### Vánoční speciál: Pastýř (2017)
| Č. v seriálu | Č. v sezóně | Původní název | Český název | Premiéra v USA    |
| --- | ----------- | ------------- | ----------- | ----------------- |
| |             | The Shepherd  | Pastýř      | 24. prosince 2017 |
| V Betlémě přináší Šimon, zmrzačený pastýř, jako oběť beránka. Když se Šimon ptá kněze na příchod Mesiáše, ukáže se, že jeho beránek má vadu. Kněz ho odmítne a požaduje dokonalého, bezvadného beránka. Šimon jde do synagogy, vyslechne čtení z proroka Izajáše, ale je vyhozen. Cestou zpět potkává manželský pár z Nazareta, těhotnou Marii a jejího muže Josefa. Dává unavené Marii napít. Večer se pastýřům na poli zjeví jasné světlo a uslyší zvěstování andělů, že se narodil Beránek Boží. Pastýři se ihned vydávají na cestu do Betléma. Plný radosti se Šimon připojí ke svým kolegům pastýřům a je zázračně uzdraven. Pastýři přicházejí ke stáji a spatří novorozené dítě. Šimon se ptá na jeho jméno, Marie a Josef mu odpovídají, že se bude jmenovat Ježíš. Pastýři opouštějí jesličky a všem vyprávějí, co viděli. Kněz z dřívějška se ptá, kde je bezvadný obětní beránek, a Šimon se usmívá. |             |               |             |                   |

### Sezóna 1 (2019)
| Č. v seriálu | Č. v sezóně | Původní název                   | Český název                    | Premiéra v USA     |
| --- | ----------- | ------------------------------- | ------------------------------ | ------------------ |
| 1 | 1/1         | I Have Called You By Name       | Znám tě jménem                 | 21. dubna 2019     |
| Kafarnaum, 26 n. l. Marie Magdalena, zvaná Lilith, je sužována zlými démony. Ondřej a jeho bratr Šimon se živí jako rybáři, ale trpí pod tíhou vysokých daní Římské říše. Výběrčí daní Matouš trpí tím, že ho jeho židovští spoluobčané považují za zrádce. Nikodém, vážený rabín z Jeruzaléma, je povolán k Lilith, aby ji osvobodil od démonů, ale exorcismus se nezdaří. Nikodém je otřesen. V den výběru daní není Ondřej schopen zaplatit požadovanou částku, ale Šimon řekne Matoušovi, že uzavřel dohodu s prétorem Quintem. Šimon nabídne Quintovi, že mu poskytne informace o svých židovských spoluobčanech, kteří loví ryby na šabatu, což je zakázáno. Ondřej to odmítá jako zradu svého národa. Lilith ztrácí naději na uzdravení a chce se vrhnout z útesu. Pak však potká Ježíše, který ji osloví jejím jménem Marie a uzdraví ji. |             |                                 |                                |                    |
| 2 | 1/2         | Shabbat                         | Šabat                          | 21. dubna 2019     |
| Uzdravená Marie Magdalena se připravuje na šabat. Matouš si nechá od prétora Quinta potvrdit dohodu se Šimonem. Šimon špehuje židovské obchodníky a v taverně zve je i své rybářské kolegy Jakuba a Jana, syny Zebedea, na pití. Nikodém zkoumá údajný zázrak uzdravení Marie Magdaleny. Ze zoufalství nad svou finanční situací jde Šimon lovit ryby na šabatu a nechává svou ženu Eden doma. Marie Magdalena má o šabatu nečekané hosty, mezi nimi Ježíše a jeho učedníky Tadeáše a Jakuba. Nikodém vede šabatovou slavnost s ostatními farizeji. Matouš jí jen se svým psem, protože se neodváží jít ke své rodině. Šimon opouští jídlo s Ondřejem a Eden a u Galilejského jezera ho římští vojáci vyzvou, aby je zavedl k rybářům na jezeře. |             |                                 |                                |                    |
| 2 | 1/3         | Jesus Loves The Little Children | Ježíš a děti                   | 21. dubna 2019     |
| Kafarnaum, 26 n. l. Ježíš si postavil tábor za městem a pracuje jako tesař. Malá dívka jménem Abigail objeví toto místo, spřátelí se s Ježíšem a v následujících dnech přivede další děti. Děti pomáhají Ježíšovi při práci. Ježíš učí děti o Božím království a dává jim poznat, že je Mesiáš. Poté, co Ježíš tábor opustí, Abigail zjistí, že jí zanechal dárek. |             |                                 |                                |                    |
| 4 | 1/4         | The Rock On Which It Is Built   | Skála, na které se bude stavět | 21. dubna 2019     |
| U Galilejského jezera svede Šimon římské vojáky na falešnou stopu: nechce vydat rybáře Římanům. Prétor Quintus podezírá Šimona z dvojí hry a pošle Matouše, aby ho sledoval. Ondřej přiběhne za Šimonem a tvrdí, že jsou zachráněni. Jeho rabín, Jan Křtitel, prý našel dlouho očekávaného Mesiáše, Božího Beránka. Šimon mu nevěří a jde lovit ryby. Ondřej, Zebedeus, Jakub a Jan jdou s ním; celou noc loví, ale nic nechytí. Ráno učí Ježíš zástup lidí na břehu. Ondřej Ježíše pozná, Ježíš nastoupí do jeho člunu a pokračuje v kázání z lodi. Po kázání vyzve Ježíš Šimona a Ondřeje, aby ještě jednou spustili sítě. Uloví tolik ryb, že se jejich loď téměř potopí. Je to dost na zaplacení všech dluhů. Šimon padne Ježíšovi k nohám. Ježíš vyzve Šimona, Ondřeje, Jakuba a Jana, aby ho následovali a stali se rybáři lidí. Matouš je svědkem zázraku a je šokován. Mezitím Nikodém navštíví uvězněného Jana Křtitele, aby se ho zeptal na zázraky. |             |                                 |                                |                    |
| 5 | 1/5         | The Wedding Gift                | Svatební dar                   | 26. listopadu 2019 |
| Jeruzalém, 8 n. l. Marie a Josef najdou svého dvanáctiletého syna Ježíše, když učí v chrámu. Kána, 26 n. l. Ježíšova matka pomáhá své přítelkyni připravit svatbu jejího syna. Tomáš a jeho obchodní partnerka Rama připravují víno na svatbu. Také Ježíš a jeho učedníci jsou pozváni a vydávají se na cestu. Nikodém vyslýchá uvězněného Jana Křtitele ohledně Ježíšovy osoby. Tomáš a Rama si dělají starosti, protože víno dochází. Marie prosí svého syna o pomoc; vzpomíná si, jak našla malého Ježíše v chrámu. Ježíš přikáže služebníkům, aby naplnili džbány vodou. Poslechnou, jen Tomáš pochybuje. Ježíš se modlí ke svému Otci a voda se promění ve víno. Když je víno podáváno, hostitel ho označí za nejlepší, jaký kdy ochutnal. Tomáš a Rama přijímají pozvání připojit se k Ježíšovi. |             |                                 |                                |                    |
| 6 | 1/6         | Indescribable Compassion        | Bezmezný soucit                | 26. listopadu 2019 |
| Matouš a centurion Gaius předávají Šimonovy daňové platby prétorovi Quintovi. Na cestě zpět do Kafarnaum potkají Ježíš a jeho učedníci malomocného. Ježíš ho uzdraví, ale přikáže mu, aby o tom nikomu neříkal. Skupina jde do domu Zebedea a jeho ženy Salome. Zatímco Ježíš káže, shromáždí se velký zástup lidí, který upoutá pozornost farizeů i Římanů. Egypťanka Tamar byla dříve svědkem uzdravení malomocného. Probojuje si cestu davem, aby přivedla svého ochrnutého přítele k Ježíšovi. Její přátelé vylezou na střechu a spustí ochrnutého k Ježíšovi dolů. Ježíš mu udělí odpuštění hříchů, což farizeje pobouří. Ježíš ochrnutého uzdraví. Farizej Šmuel vyzve římské vojáky, aby Ježíše zatkli. Skupina kolem Ježíše uprchne. Nikodém vyhledá Marii Magdalenu a požádá ji, aby mu umožnila setkání s Ježíšem. |             |                                 |                                |                    |
| 7 | 1/7         | Invitations                     | Pozvání                        | 26. listopadu 2019 |
| Sinajský poloostrov, 13. stol. př. n. l. Mojžíš uková bronzového hada, což jeho spolupracovníka Jozua velmi pobouří. Kafarnaum, 26 n. l. Prétor Quintus vyslýchá Nikodéma ohledně divotvůrce Ježíše. Matouš je zmatený zázraky, které viděl, a navštíví svou matku v naději, že najde odpovědi na své otázky. Nikodém se v noci setká s Ježíšem. Ježíš s ním hovoří o Božím království a o nutnosti duchovního znovuzrození. Označuje se za Syna člověka a odkazuje na příběh o Mojžíšovi a bronzovém hadu. Mluví o Boží lásce k světu a o svém poslání osvobodit lidi od hříchu a zve Nikodéma, aby se k němu připojil. Nikodém padne před Ježíšem na kolena a poznává v něm Syna Božího. Jan naslouchá v pozadí a zapisuje rozhovor. Ráno jde Ježíš se svými učedníky kolem Matoušovy celnice a vyzve Matouše, aby se k němu připojil. Matouš okamžitě opouští celnici a následuje Ježíše. |             |                                 |                                |                    |
| 8 | 1/8         | I Am He                         | To jsem JÁ                     | 26. listopadu 2019 |
| Matouš pořádá ve svém domě hostinu pro Ježíše a jeho učedníky. Dva farizeové to vidí a vyčítají Ježíšovi, že sedí u stolu s hříšníky. Ježíš odpovídá, že právě tito lidé ho potřebují jako lékaře. Šmuel je pohoršen Ježíšovým vystupováním a žádá Nikodéma, aby podpořil petici proti falešným prorokům. Ježíš uzdraví Šimonovu nemocnou tchyni. Když se Quintus dozví, že se Matouš připojil k Ježíšovi, vydá edikt proti náboženským shromážděním mimo synagogy a hledá Ježíše kvůli výslechu. Ježíš a jeho učedníci se připravují na odchod z Kafarnaum. Nikodém skupinu pozoruje, ale nakonec se vrátí zpět. Gaius předá Matoušův majetek jeho otci Alfeovi. Na cestě do Jeruzaléma se Ježíš k překvapení svých učedníků rozhodne projít Samařím. Po příchodu do Sycharu jdou jeho učedníci do města nakoupit jídlo, zatímco Ježíš zůstává u Jákobovy studny. Zde potká samaritánskou ženu a požádá ji o vodu. Rozvine se rozhovor, ve kterém jí Ježíš nabídne „živou vodu“, poukáže na její hříchy a oznámí jí, že on je Mesiáš. Žena nadšeně běží zpět do své vesnice a všem vypráví, že Ježíš je Kristus. Učedníci se vracejí a Ježíš jim vysvětluje, že nyní začíná jeho veřejné působení. |             |                                 |                                |                    |

### Sezóna 2 (2021)
| Č. v seriálu | Č. v sezóně | Původní název           | Český název           | Premiéra v USA    |
| --- | ----------- | ----------------------- | --------------------- | ----------------- |
| 9 | 2/1         | Thunder                 | Hrom                  | 4. dubna 2021     |
| 44 n. l. V rámcovém příběhu se Jan vyptává ostatních učedníků, aby mohl napsat své evangelium. Je to během takzvané šiv'a, doby smutku za Jakuba, který zemřel jako mučedník. Sychar, 26 n. l. Před samaritánským městem orají Jakub a Jan společně pole. Ježíš káže v Sychar a vypráví podobenství o ztracené ovci. Tomáš a Rama přicházejí z Kány a připojují se ke skupině. Ježíš a jeho učedníci večeří u Melecha, bývalého lupiče z podobenství o milosrdném Samaritánovi. Melech je zmrzačený, lituje svého činu a cítí se nehodný mít Ježíše za hosta. Ježíš s ním mluví o Božím království. Druhý den ráno je Melech uzdraven. Mezi učedníky vznikají rivality. Jakub a Jan se snaží převzít vedení, což ostatní považují za domýšlivé. Když Jakub a Jan chtějí Ježíšovi představit své plány, narazí na nepřátelskou skupinu Samaritánů. Oba synové Zebedeovi chtějí seslat oheň z nebe, aby Samaritány zničili, ale Ježíš je ostře pokárá. Ježíš je pozván do synagogy v Sychar a tam předčítá první svitek z knihy Genesis. Jan si tato slova připomíná, když v roce 44 píše první věty svého evangelia. |             |                         |                       |                   |
| 10 | 2/2         | I Saw You               | Viděl jsem tě         | 13. dubna 2021    |
| Architekt Nathanael staví na zakázku Římanů budovu v Cesareje Filipovy. Ale hrubá stavba se zřítí a Nathanael je zruinován. Filip, žák Jana Křtitele, se setkává se skupinou v Bašánu a připojuje se k Ježíši. Nathanael sedí pod fíkovníkem před městem a zoufale se modlí k Bohu. Nedostává však žádnou odpověď, a proto spálí své stavební plány na novou synagogu. Mezi Ježíšovými učedníky panuje napětí, Matouš není kvůli své minulosti ostatními akceptován. Filip a Thaddeus se snaží Matoušovi pomoci. Matouš si zapisuje vše, co vidí a zažívá. Filip navštíví svého starého přítele Nathanaela v Cesareji a říká mu, že Ježíš z Nazareta je ten, který byl předpovězen v Tóře. Nathanael je skeptický, ale souhlasí, že se s Ježíšem setká. Ježíš říká Nathanaelovi, že ho viděl pod fíkovníkem ještě předtím, než ho Filip zavolal. Poté Nathanael vyznává, že Ježíš je Syn Boží a král Izraele. Než se skupina vydá na cestu, přichází Jan se zprávou, že se Ježíšova pověst rozšířila až do Sýrie a mnoho nemocných doufá v uzdravení.                                                               |             |                         |                       |                   |
| 11 | 2/3         | Matthew 4,24            | Matouš 4,24           | 13. dubna 2021    |
| V Sýrii se učedníci střídají v pomoci s davem lidí, kteří doufají v uzdravení od Ježíše. Po dlouhém a vyčerpávajícím dni učedníci diskutují o tom, jak si dosud Mesiáše představovali a co od něj očekávají. Neodpovídá to tomu, co právě prožívají. Někteří se ptají, proč si Ježíš vybral právě je. Marie přichází z Nazareta, aby podpořila učedníky svého syna. Při večeři u táborového ohně se chtějí učedníci lépe poznat a vyprávějí o svých dosavadních životech. Ptají se Marie, jak prožila Ježíšovo narození. Vypukne prudká hádka, když Šimon obviní Matouše, že dříve spolupracoval s Římany a zničil ho. Najednou se vyčerpaný Ježíš vrací a popřeje jim dobrou noc. Marie se stará o svého syna a učedníci zahanbeně přihlížejí. |             |                         |                       |                   |
| 12 | 2/4         | The Perfect Opportunity | Perfektní příležitost | 11. května 2021   |
| Jesse, ochrnutý muž, strávil 38 let hledáním uzdravení a žije u rybníka Bethesda v Jeruzalémě. Jeho bratr Šimon se připojil k zelótům. Zelóti plánují atentát na římského magistráta v Jeruzalémě a Šimon je vybrán, aby plán provedl. Atticus, člen římské městské kohorty, plán odhalí a sleduje Šimona. Ve stejné době se Ježíš a jeho učedníci vydávají na cestu do Jeruzaléma a cestou slaví svátek stánků. Farizeové Yanni a Šmuel kážou na trhu v Jeruzalémě proti falešným prorokům. Ježíš vezme s sebou Šimona, Jana a Matouše a jde k rybníku Bethesda. Tam osloví Jesseho a uzdraví ho. Jan si tento zázrak zapisuje. Farizeové jsou svědky uzdravení a kritizují Jesseho, že nese své lože na šabatu. Těsně před provedením atentátu vidí Šimon Z. svého uzdraveného bratra jít kolem, je zmatený a atentát neprovede. Oba bratři se usmíří a Atticus, který vše pozoroval, je z toho zmatený. Šimon Z. chce Ježíše poznat. |             |                         |                       |                   |
| 13 | 2/5         | Spirit                  | Duch                  | 23. května 2021   |
| Marie Magdalena vidí procházet kolem římské vojáky a dostane strach. Uzdravený Jesse je Šmuelem a Yannim vyslýchán ohledně zázraku uzdravení. Jan Křtitel vyhledá skupinu učedníků a vypráví Ježíšovi o svém nebezpečném záměru jít do Jeruzaléma a odsoudit hřích krále Heroda Antipy; ten se oženil s Herodiadou, manželkou svého bratra. Šimon Zelóta najde skupinu učedníků. Současně se objeví démony posedlý muž jménem Kaleb a napadne skupinu. Právě včas se vrací Ježíš, přikáže démonům, aby odešli, a Kaleba uzdraví. Šimon Z. poznává v Ježíši Mesiáše a je pozván, aby ho následoval. Ježíš hodí Šimonovu dýku do řeky a vysvětluje, že jeho poslání je jiné. Atticus sleduje Šimona Z. a pozoruje dění v pozadí. Šmuel a Yanni chtějí podat žalobu na Ježíše u Sanhedrinu. Marie Magdalena je po vymítání démonů natolik rozrušená, že uteče do místní taverny. Ježíš pověří Šimona a Matouše, aby Marii vyhledali. |             |                         |                       |                   |
| 14 | 2/6         | Unlawful                | Protiprávní           | 23. června 2021   |
| Nób, Izrael, 1008 př. n. l. Kněz Achímelek poučuje svého syna o předkladných chlebech. David žádá Achímeleka, aby dal jeho hladové družině jíst tyto svaté chleby. Jericho, 26 n. l. Šimon a Matouš hledají v zábavní čtvrti města Marii Magdalenu. Najdou ji a přesvědčí ji, aby se vrátila. Maria se stydí, že skupinu opustila a vrátila se ke svému starému životu. Cítí se nehodná, ale Ježíš jí odpouští. Skupina se dozvídá, že Jan Křtitel byl zatčen králem Herodem. Tomáš říká Ježíšovi, že mají nedostatek jídla. Ježíš navštíví se svými učedníky synagogu ve Wadi Qelt a tam uzdraví muže s odumřelou rukou, což farizeové označují za porušení přikázání o šabatu. Cestou zpět dovolí Ježíš svým hladovým učedníkům trhat klasy a jíst je. Farizeové jsou rozhořčeni, ale Ježíš odkazuje na příběh o králi Davidovi a předkladných chlebech a prohlašuje se za Syna člověka a Pána nad šabatem. |             |                         |                       |                   |
| 15 | 2/7         | Reckoning               | Zúčtování             | 30. června 2021   |
| Když se Atticus dozví o Ježíšově pobytu, pošle praetor Quintus Gaia, aby ho zatkl. Ježíš mluví se svými učedníky o velkém kázání, které připravuje. Ondřej se obává, že Ježíš vzbudí příliš mnoho pozornosti a bude zatčen Římany. Šmuel a Yanni se vracejí do Kafarnaum a ptají se Yussifa na pobyt Tamar, aby ji mohli vyslechnout ohledně zázraku uzdravení (epizoda 1/6). Gaius najde Ježíše, který napomíná své učedníky, aby se uklidnili, a nechá se bez odporu zatknout. Mezi učedníky pak propuknou prudké hádky o dalším postupu; někteří chtějí Ježíše násilím osvobodit. Praetor Quintus Ježíše vyslýchá, ale zjistí, že od něj nehrozí žádné nebezpečí, a propustí ho na svobodu. Mezitím se Ondřej a Filip v Jotapatě setkávají s Tamar a jejím uzdraveným ochrnutým přítelem, kteří o tomto zázraku veřejně svědčí. Ondřej je žádá, aby mlčeli, aby Ježíše nevystavili nebezpečí. Podporuje je v tom převlečený Yussif, který je varuje před Šmuelem. Pozdě v noci se Ježíš vrací ke svým učedníkům. Ti se chtějí naučit modlit a Ježíš je učí Otčenáš.                                              |             |                         |                       |                   |
| 16 | 2/8         | Beyond Mountains        | Za horami             | 11. července 2021 |
| Obchodník a jeho učeň vyjednávají s majitelem o koupi pozemku. Ježíš připravuje své velké kázání, Matouš je stále při něm a všechno zapisuje. Učedníci najdou vhodné místo na náhorní plošině u Chorazinu a obchodník s učněm pomáhají učedníkům, aby jim majitel dovolil využít pozemek pro tuto velkou událost. Šamaj, vysoce postavený člen Sanhedrinu, je šokován tím, co mu Šmuel a Yannis o Ježíši sdělují. Učedníci zvou lidi z okolních vesnic na kázání a připravují místo. Rama se s pomocí Marie Magdaleny učí číst. Tamar se připojuje ke skupině. Ježíš probírá s Matoušem průběh svého kázání a rozhodne se dát blahoslavenství jako úvod na začátek. Na kázání přicházejí tisíce lidí, mezi nimiž je mnoho známých tváří z předchozího děje seriálu. Přítomni jsou také obchodník a jeho učeň. Učeň se učedníkům představuje jako Jidáš. Ježíš vystupuje na pódium a začíná kázání na hoře. |             |                         |                       |                   |

### Vánoční speciál: Poslové (2021)
| Č. v seriálu | Č. v sezóně | Původní název  | Český název | Premiéra v USA   |
| --- | ----------- | -------------- | ----------- | ---------------- |
| |             | The Messengers | Poslové     | 1. prosince 2021 |
| V době pronásledování křesťanů v Římské říši v roce 48 n. l. navštěvuje Tychikos Lazara. Přivádí Marii Magdalenu k Marii, matce Ježíše, která právě trpí horečkou. Maria se zajímá o Ježíšovy učedníky, Marie Magdalena vypráví o misijních cestách, o růstu církve, ale také o pronásledování. Mezitím si Maria vzpomíná na svou strastiplnou cestu do Betléma v roce 4 př. n. l., kdy ona a její manžel Josef nenašli místo v hostinci, a tak nakonec porodila své dítě ve stáji. Vzpomíná si také na zaslíbení, která ona a Josef obdrželi od anděla. Maria řekne Marii Magdaleně, že už dávno napsala žalm. Dosud si jej nechávala pro sebe, nyní však chce, aby jej Lukáš zařadil do své zprávy o Ježíši. Marie Magdalena žalm zapíše, cestuje do Říma a předává jej Lukášovi. |             |                |             |                  |

### Sezóna 3 (2022-2023)
| Č. v seriálu | Č. v sezóně | Původní název            | Český název                 | Premiéra v USA    |
| --- | ----------- | ------------------------ | --------------------------- | ----------------- |
| 17 | 3/1         | Homecomming              | Návrat domů                 | 11. prosince 2022 |
| Kafarnaum, 24 n. l. Retrospektiva: Alfeus zavrhuje svého syna Matouše, protože spolupracuje s Římany. Na náhorní plošině u Chorazinu káže Ježíš před nesmírně velkým davem lidí Kázání na hoře. Po kázání oznamuje Jidáš Iškariotský svému mentorovi, že se chce připojit k Ježíšovi a Ježíš ho přijme za svého učedníka. Ježíš svolává své učedníky a vyzývá je, aby si dali pauzu ve své službě. Johanna, žena, která pracuje v paláci krále Heroda v Machaerus, přichází od uvězněného Jana Křtitele a chce Ježíše podpořit v jeho službě. Ondřej jde s Johannou za Janem Křtitelem do vězení. Poté, co Yussif slyšel Ježíšovo kázání, píše zprávu pro rabína Nikodéma a předává ji Jairovi, novému představenému synagogy v Kafarnaum. Johanna umožňuje Ondřejovi návštěvu ve vězení, Jan Křtitel vyzývá Ondřeje, aby se soustředil na Ježíše a naslouchal mu. Jidáš Iškariotský odkazuje svůj majetek své sestře a následuje Ježíše. Ondřej se omlouvá Marii Magdaléně za své dřívější chování. Matouš se vrací do domu své rodiny. |             |                          |                             |                   |
| 18 | 3/2         | Two by Two               | Po dvojicích                | 18. prosince 2022 |
| Matouš se usmíří se svými rodiči, kteří také slyšeli Ježíšovo kázání. Atticus a Gaius považují Ježíše za problém pro Římany a informují prétora Quinta, že poutníci staví před branami Kafarnaum stanové město, aby viděli Ježíše. Šimon Zélóta se setkává s Atticem, který se ho na Ježíše vyptává. Ježíš shromáždí dvanáct svých učedníků v Šimonově domě a vybírá je za své apoštoly. Posílá je do všech směrů, aby „ke ztraceným ovcím z lidu izraelského“ hlásali radostnou zvěst o nebeském království. Dává jim moc uzdravovat nemocné a vyhánět démony a uděluje jim přesné pokyny pro cestu. Učedníci se necítí na úkol dostatečně připraveni, ale Ježíš je vyzývá, aby mu důvěřovali, že si je nevybral kvůli zvláštním schopnostem. Na návrh Matouše je Jidáš určen pokladníkem skupiny. Ježíš rozdělí apoštoly do dvojic. Jakub Mladší se ptá, proč ho Ježíš neuzdravil, ale dal mu moc uzdravovat ostatní. Ježíš ho utěšuje, že jednou bude uzdraven. Učedníci se shromažďují před bývalým Matoušovým domem, přiznávají si navzájem své obavy a společně se modlí jeden z Davidových žalmů. |             |                          |                             |                   |
| 19 | 3/3         | Physician, Heal Yourself | Lékaři, uzdrav se sám       | 25. prosince 2022 |
| Ježíš se vrací do Nazareta, aby se svou matkou oslavil Nový rok. Během večeře vypráví Ježíš Marii, jak se daří jeho učedníkům. Na oslavu přicházejí do Nazareta také jeho staří přátelé z Betanie, Lazar, Marie a Marta, stejně jako rodiče ženicha z Kány (epizoda 1/5). Všichni slyšeli o Ježíšových velkých skutcích a chtějí se s ním setkat. V synagoze Ježíš čte ze svitku proroka Izajáše a vysvětluje, že se tato slova nyní naplňují. Mluví o milostivém roce Páně pro všechny, kdo si uvědomují svou potřebnost před Bohem, a uvádí příklady z Tóry: Eliáš a vdova ze Sarepty, stejně jako Elíša a Náman. Sám sebe označuje za Mesiáše. Posluchači jsou pobouřeni a rabín obviňuje Ježíše, že je falešný prorok. Dav Ježíše vyžene z města a chce ho svrhnout ze skály, ale Ježíš projde jejich středem. Ježíš navštíví hrob svého pozemského otce a vzpomíná na uzdu, kterou mu Josef odkázal. |             |                          |                             |                   |
| 20 | 3/4         | Clean, Part 1            | Čistý, část 1               | 1. ledna 2023     |
| Apoštolové v týmech po dvou vykonávají Ježíšovo poslání kázat, uzdravovat nemocné a vyhánět démony. Mezitím se v Kafarnaum propadne část vodovodu a cisterna dodává pouze znečištěnou vodu. Yussif je pod tlakem Římanů donucen postarat se o opravu. Jairus se Yussifovi svěří, že si přečetl jeho zapečetěnou zprávu o Ježíši a věří, že Ježíš by mohl být v Tóře předpovězený Mesiáš. Po svém návratu se apoštolové shromáždí v Šimonově domě a snaží se pochopit, co na svých cestách zažili. Mezi Šimonem a jeho ženou Eden roste napětí. Eden se setká s Veronikou, ženou z Caesareje Filipovy, která již dvanáct let trpí krvácením. Nili, Jairova dcera, onemocní ze znečištěné vody a Jairus se ptá Jussifa na Ježíše. Rabín Šammaj vydává dekret proti falešným proroctvím. Šimonovi vadí, že se jeho dům stal místem setkávání učedníků. Nechápe odmítavý postoj své ženy, odchází z domu, setká se s Gaiem a souhlasí, že pomůže opravit cisternu. |             |                          |                             |                   |
| 21 | 3/5         | Clean, Part 2            | Čistý, část 2               | 8. ledna 2023     |
| Dva týdny předtím Eden potratila. Šimon o tom nic neví, nerozumí své ženě a napětí doma narůstá. Šimon a Gaius společně pracují na opravě vodovodního potrubí. Natanael a Tadeáš se setkávají s Veronikou a pomáhají jí najít Ježíše. Mezitím Zebedeus, Jidáš a ženy kupují olivový háj; z výtěžku chtějí podporovat Ježíše. Filip a Ondřej se Ježíše ptají na význam půstu a Ježíš jim vypráví podobenství o novém víně ve starých měších. Když je Nili na pokraji smrti, Jairus prosí Yussifa, aby ho dovedl k Ježíšovi. Jairus zoufale prosí Ježíše, aby jeho dceru uzdravil. Cestou k domu Jaira se kolem Ježíše tlačí velký dav. Veronika se zoufale snaží dostat k Ježíšovi, zezadu se dotkne třásní jeho pláště a její krvácení ihned ustane. Ježíš si toho všimne, osloví ji jako dceru a řekne, že ji uzdravila její víra. Když Ježíš dorazí do Jairova domu, Nili je již mrtvá. Ježíš pošle plačky pryč, vezme s sebou Jaira, jeho ženu, Šimona, Jakuba Staršího a Jana a jde k Nili. Modlí se ke svému nebeskému Otci a Nili znovu ožije. Ježíš všem přítomným přikáže, aby o tom nikomu neříkali. Veronika, Ježíš a učedníci se koupou v Galilejském jezeře, aby se očistili.                                                                          |             |                          |                             |                   |
| 22 | 3/6         | Intensity in Tent City   | Intenzita ve stanovém městě | 15. ledna 2023    |
| V Jeruzalémě má manželka Pontia Piláta sen o Ježíšovi a je znepokojená. Ondřej a Filip se od Leandra, občana z Navehu, dozvídají, že jejich dřívější misie v Dekapolis způsobila nepokoje. Leander je vyzývá, aby se vrátili a svou misi dokončili. Atticus se setkává s Pontiem Pilátem, aby s ním mluvil o prétorovi Quintovi a o Ježíši z Nazareta. Šimon Zélóta je vypátrán zélóty, kteří ho považují za zrádce a chtějí ho zabít. Šimon Zélóta se jim postaví a vyzná, že nyní následuje Ježíše, Mesiáše. Dva učedníci Jana Křtitele přicházejí do Kafarnaum, učedníci je přivedou k Ježíšovi, který právě uzdravuje mnoho lidí. Jménem svého rabína se Ježíše ptají, zda je opravdu Mesiáš. Ježíš odpovídá, že mají Janu Křtiteli povědět, co slyší a vidí: nemocní jsou uzdravováni a chudým se zvěstuje evangelium. Ježíš nazývá Jana Křtitele největším, kdo kdy žil na zemi. Také zélóti naslouchali Ježíšovi, nechají Šimona Zélótu na pokoji a opouštějí Kafarnaum. Eden řekne Šimonovi o potratu a Šimon je zoufalý. |             |                          |                             |                   |
| 23 | 3/7         | Ears to Hear             | Uši k slyšení               | 5. února 2023     |
| Purimová slavnost v Kafarnaum. Ondřej a Filip se vracejí ze své cesty do Dekapolis a vyprávějí ostatním o velkém rozruchu, který jejich kázání vyvolalo. Podobenství o hostině vedlo k ostrým střetům mezi etnickými skupinami v tomto mnohonárodnostním městě. Marie Magdaléna objeví v domě Matouše schované modlitební třásně a ptá se ho na ně. V retrospektivě si Matouš vzpomíná na setkání s pastýřem, který byl u Ježíšova narození a tyto třásně mu daroval. Poté, co mu Marie Magdaléna vysvětlí jejich význam, si Matouš třásně přiváže k rouchu. Šimon bloudí Kafarnaem a omylem se dostane do římské čtvrti. Gaius ho zavede do svého domu, kde se Šimon dozví, že Gaius má nemocného služebníka, který je zároveň jeho synem. Ondřej a Filip vyprávějí Ježíšovi o svých zážitcích z Dekapolis. Ježíš se se svými učedníky vydává na cestu tam a pověřuje Jana, aby šel se Šimonem za nimi. Šimon rozzlobeně odchází s Janem. Když dorazí do Abily, se Ježíš setká s mladým Telemachem a uzdraví jeho hluchoněmého otce. Přichází skupina Židů i pohanů, mezi nimi Syroféničané a Nabatejci, a Ježíš i jeho učedníci se setkávají s nepřátelstvím ze všech stran. Cestou do Dekapole vypráví Šimon Janovi o Edenině potratu a o svém hněvu na Ježíše. |             |                          |                             |                   |
| 24 | 3/8         | Sustenance               | Nasycení                    | 7. února 2023     |
| 990 př. n. l. Král David a královna Batšeba poslouchají Asafa, který přednáší svůj nový žalm. V Dekapolis se kolem Ježíše shromažďuje velký zástup lidí – Arabové, Židé a Řekové. Hádají se s Ježíšem, jednotlivé skupiny se hádají mezi sebou a Ježíš je učí o Božím království. V Kafarnaum se Eden svěří Marii Magdaléně a Salome, manželce Zebedea, které se ji snaží utěšit. V Dekapolis dav kolem Ježíše stále roste. Ježíš káže o Božím království a vypráví mnoho podobenství. Následující den Ježíš pokračuje v kázání a učedníci mají starost o množství lidí, kteří nemají co jíst. Mladý Telemachus přinese pět ječných chlebů a dvě ryby. Ježíš je požehná a učedníci je rozdělí mezi zástup. Všichni se nasytí. Mezitím Salome v Kafarnaum doprovází Eden k rabínovi Yussifovi, který jí přečte žalm Asafův zmíněný na začátku a doporučí jí, aby se očistila v mikve. Ježíš propustí zástup a pošle učedníky lodí napřed do Kafarnaum, aby se mohl o samotě modlit. V noci se strhne bouře a hrozí, že se loď převrhne. Náhle k nim na vodě přichází Ježíš. Ježíš k sobě zavolá Šimona, Šimon vystoupí z loďky, a když se začne potápět, Ježíš ho zachrání a utěší ho. Ve stejnou dobu vstupuje Eden v Kafarnaum do mikve.                          |             |                          |                             |                   |

### Sezóna 4 (2024)
| Č. v seriálu | Č. v sezóně | Původní název              | Český název                   | Premiéra v USA  |
| --- | ----------- | -------------------------- | ----------------------------- | --------------- |
| 25 | 4/1         | Promises                   | Sliby                         | 2. června 2024  |
| 4 př. n. l. Mladá Maria navštěvuje v Judské pahorkatině svého strýce Zachariáše a jeho ženu Alžbětu. Alžběta, která je již starší, je těhotná a vypráví Marii o zaslíbeních Božího posla, která ona a její manžel obdrželi ohledně svého dítěte, pozdějšího Jana Křtitele. Od Božího posla ví, že i Maria je těhotná, a vítá ji jako „požehnanou mezi ženami“ a jako „matku mého Pána“. V paláci krále Heroda Antipy nacvičuje Salome opojný tanec, který má na přání své matky Herodiady předvést na hostině před svým nevlastním otcem Herodem. Král, kterého Herodiada předtím opila, je tancem natolik uchvácen, že je ochoten Salome splnit jakékoli přání. Salome si žádá hlavu Jana Křtitele. Jan je ve vězení sťat, aby jeho hlava mohla být Salome a Herodidě přinesena na stříbrném podnose. V retrospektivě vidíme Zachariáše a Alžbětu s jejich novorozeným synem a slyšíme prorocká slova Zachariáše, že toto dítě připraví cestu Mesiáši. Johana, zastánkyně Jana na Herodově dvoře (epizoda 3/1), přináší učedníkům zprávu o jeho smrti. Ježíš a jeho učedníci jsou otřeseni. |             |                            |                               |                 |
| 26 | 4/2         | Confessions                | Vyznání                       | 6. června 2024  |
| Před Sanhedrinem se rabín Šamaj a velekněz Kaifáš pohoršují nad vystupováním Ježíše. Sanhedrin rozhodne Ježíše zatknout a vyslechnout, obvinit ho z rouhání vůči Bohu, ale sám ho neodsoudit – raději ho předat Římanům jako buřiče. Během šiv'a, doby smutku za zabitého Jana, se Ježíš a jeho učedníci vydávají na cestu do Cesareje Filipovy. Na úpatí hory Hermon na severu Judska dorazí na místo zvané „Brána pekla“ – chrám, kde se obětuje modlám. Ježíš zdůrazňuje, že ani takovým temným místům se jeho učedníci nemají vyhýbat, protože právě zde by lidé měli slyšet jeho poselství. Ptá se svých učedníků: „Za koho mě pokládáte?“ Šimon odpovídá: „Ty jsi Kristus, Syn živého Boha.“ Na to mu Ježíš dá nové jméno Petr (tj. Skála) a říká: „Na téhle skále postavím svou církev.“ Ježíš pomáhá Petrovi a Matoušovi se usmířit a vysvětluje Petrovi, jak důležité je odpuštění. Atticus varuje prétora Quinta před velkým množstvím poutníků, kteří se shromažďují v Kafarnaum, aby naslouchali Ježíšovi. Obává se, že by mohlo dojít k povstání.                               |             |                            |                               |                 |
| 27 | 4/3         | Moon to Blood              | Krvavý měsíc                  | 9. června 2024  |
| Kafarnaum. Ježíš na sabatu uzdraví člověka, který se narodil slepý. Přichází stále více lidí, kteří chtějí Ježíše vidět. Ježíš se označuje za „světlo pro lidi“ a ohlašuje, že je „větší než král Šalomoun“ a „větší než Jonáš“. Farizeové reagují pobouřeně a varují posluchače před Ježíšem, kterého nazývají nebezpečným kacířem. Ježíš obviňuje farizeje, že jsou slepí vůdcové, kteří svádějí lidi na scestí, a volá k nim: „Běda vám, farizeové!“ Atticus informuje prétora Quinta o tomto shromáždění. Rozzlobený Quintus si razí cestu davem a přikazuje Gaiovi, aby Ježíše zatkl. Gaius to odmítá. Dochází k chaotickým scénám, učedníci se snaží utéct a rozzuřený Quintus se pokouší Ježíše pronásledovat. V tlačenici je Rama, snoubenka Tomáše, ubodnuta Quintem. Než zemře, řekne Tomášovi: „Neopouštěj ho.“ Učedníci jsou otřeseni a zoufalý Tomáš prosí Ježíše, aby Ramu uzdravil. Ježíš to však se slzami v očích odmítne a vysvětlí: „Její čas ještě nepřišel.“ |             |                            |                               |                 |
| 28 | 4/4         | Calm Before                | Ticho před bouří              | 13. června 2024 |
| Učedníci nechápou, proč Ježíš uzdravuje jiné, ale Rama musela zemřít. V dlouhém pohřebním průvodu nesou učedníci tělo Ramy zpět do jejího rodného města. Když dorazí do Tel Dor v Šaronské pláně, přichází jim vstříc Kafni, otec Ramy, který v návalu nenávisti proklíná Tomáše, Ježíše i všechny jeho následovníky. Gaius, který byl jmenován galilejským prétorem namísto Quinta, varuje učedníky před pronásledováním ze strany farizeů. Gaius se přiznává, že věří v Ježíšův božský původ, a Petr s Matoušem ho přivádějí k Ježíšovi, aby ho poprosil o uzdravení svého těžce nemocného služebníka. Gaius je přesvědčen, že Ježíš to může učinit i bez toho, aby vstoupil do jeho domu. Ježíš chválí tuto víru a uzdraví dítě na dálku. Jakub a Jan vyjadřují touhu sedět v Božím království po Ježíšově pravici a levici. Ježíš je ostře pokárá a vysvětlí jim, že v Božím království platí jiná měřítka. S učedníky se Ježíš vydává na cestu do Jeruzaléma a oznamuje, že tam bude vydán farizeům, zabit a třetího dne vstane z mrtvých. Před cestou se uchýlí o samotě k modlitbě.   |             |                            |                               |                 |
| 29 | 4/5         | Sitting, Serving, Scheming | Sedět, servírovat, intrikovat | 16. června 2024 |
| Ježíš je se svými učedníky na cestě do Betanie, aby navštívil svého přítele Lazara a jeho sestry Marii a Martu. Cestou je skupina donucena římskými vojáky nést jejich zavazadla jednu míli. Ježíš tuto situaci využívá k tomu, aby učedníkům vysvětlil, co měl na mysli, když řekl: „Jestliže vás někdo nutí jít jednu míli, jděte s ním dvě.“ V domě Lazara vypráví Ježíš podobenství o dělnících na vinici. Zatímco se Marta stará o hosty, Marie zaujatě naslouchá. Ježíš chválí Martinu starostlivost, ale vysvětluje, proč je teď důležitější, jako Marie naslouchat jeho slovům. Scéna se opakovaně střídá se záběry ze Sanhedrinu, kde je jako nový člen představen rabín Yussif. Sledujeme teologické spory mezi farizeji a saduceji a jednání o tom, jak přimět mladého Pontia Piláta, aby Ježíše zatkl a odsoudil k smrti. Mezitím vyhledá Jidáš v Betánii svého bývalého učitele a vyjádří své nepochopení nad způsobem, jakým Ježíš plní své poslání. |             |                            |                               |                 |
| 30 | 4/6         | Dedication                 | Oddanost                      | 20. června 2024 |
| Ježíš a jeho učedníci slaví Chanuku, svátek znovuzasvěcení chrámu po znovudobytí Jeruzaléma Makabejci. Po smrti Alexandra Velikého byl chrám znesvěcen Antiochem IV. Jairus obdrží dopis od rabína Yussifa z Jeruzaléma. Yussif píše, že náboženští vůdci chtějí Ježíše nechat popravit a hledají záminku k obvinění. Jairus o tom informuje Zebedea a prosí ho, aby varoval učedníky. Ježíš káže před chrámem v Jeruzalémě. Označuje se za dobrého pastýře, který své ovce zná, volá je jménem a je připraven za ně položit svůj život. Náboženští vůdci jsou pobouřeni, protože Ježíš tvrdí, že je Mesiáš, Syn Boží, který svým ovcím dává věčný život. „Já a Otec jsme jedno,“ prohlašuje Ježíš. Rozzuřeni farizeové a saduceové ho chtějí kamenovat, ale Ježíš se svými učedníky unikne – pouze Jakub Starší je zraněn na hlavě. Ježíš dostane zprávu o Lazarově smrti. Zebedeus přijíždí z Kafarnaum a sděluje svým dvěma synům zprávu o hrozícím nebezpečí. |             |                            |                               |                 |
| 31 | 4/7         | The Last Sign              | Poslední znamení              | 23. června 2024 |
| Doba pronásledování křesťanů v Římské říši. Matouš navštíví Marii Magdalénu, která žije v jeskyni v horách, a přinese jí rukopis svého svědectví o Ježíši. Betanie. Čtyři dny po Lazarově smrti přichází Ježíš se svými učedníky do Betanie. Marta mu běží naproti a vyčítá mu, že nepřišel včas, aby Lazara uzdravil. Vyznává, že Ježíš je Mesiáš, Syn Boží, a důvěřuje, že Bůh učiní vše, oč ho Ježíš nyní požádá. Ježíš říká: „Já jsem vzkříšení a život.“ Jde k hrobu, nechá odvalit kámen, modlí se ke svému nebeskému Otci a volá Lazara z hrobu ven. Lazar vychází, obtočen pohřebními plátny. Rozrušený Tomáš se ptá, proč Ježíš vzkřísil Lazara, ale ne Ramu a Jana Křtitele. V rozhovoru s Lazarem později Ježíš vysvětluje, že to byl jeho poslední zázrak a že nyní přišel čas, aby podle vůle svého Otce vykročil na cestu utrpení. Vysvětluje Lazarovi, že už prorok Izajáš mluvil o tom, že Syn člověka bude zavržen a bude mnoho trpět. Ježíš lituje, že jeho učedníci tomu stále ještě nerozumějí.                                                                          |             |                            |                               |                 |
| 32 | 4/8         | Humble                     | Pokorný                       | 30. června 2024 |
| Po vítězství nad Ammonity vjíždí král David do Jeruzaléma za jásotu lidu. Členové sanhedrinu jsou rozhodnuti odsoudit Ježíše k smrti. Velekněz Kaifáš upozorňuje, že Římská říše nedovoluje Židům vykonávat popravy, a že tedy jedině Římané mohou rozsudek smrti vykonat. V domě Lazara v Betanii mluví Ježíš o příchodu Syna člověka. Rabíni Šmuel a Yousif přicházejí a varují Ježíše před plány sanhedrinu. Marie pomazává Ježíše vzácným nardovým olejem. Jidáš to považuje za plýtvání, ale Ježíš říká: „Pomazala mě k mému pohřbu.“ Spolu se svými učedníky se Ježíš vydává na cestu do Jeruzaléma, aby oslavil svátek Pesach. Před městem posílá Matouše a Šimona Z., aby mu přivedli osla; učedníci v tom poznávají naplnění Zachariášova proroctví o králi Izraele, který přijíždí na oslu. Ježíš osedlá osla a připravuje učedníky na těžkou zkoušku, která ho nyní čeká. V Jeruzalémě se rychle rozšíří zpráva o jeho blížícím se příchodu a lidé sbírají palmové ratolesti, aby Ježíše přivítali jako krále.                                                                    |             |                            |                               |                 |

### Sezóna 5 (2025)
| Č. v seriálu | Č. v sezóně | Původní název           | Český název | Premiéra v USA  |
| ------------ | ----------- | ----------------------- | ----------- | --------------- |
| 33           | 5/1         | Entry                   |             | 15. června 2025 |
| 34           | 5/2         | House of Cards          |             | 15. června 2025 |
| 35           | 5/3         | Woes                    |             | 22. června 2025 |
| 36           | 5/4         | The Same Coin           |             | 22. června 2025 |
| 37           | 5/5         | Because of Me           |             | 22. června 2025 |
| 38           | 5/6         | Reunions                |             | 29. června 2025 |
| 39           | 5/7         | The Upper Room: Part I  |             | 29. června 2025 |
| 40           | 5/8         | The Upper Room: Part II |             | 29. června 2025 |

## Recepce
| „                 | It's one of the most successful crowdfunded entertainment projects ever, with its makers claiming that during four seasons of the series, viewer support raised nearly $100m in production expenses ... From a small pilot in 2017, created by Illinois-born filmmaker Dallas Jenkins, with $11m raised from donors, The Chosen has sprouted into a production that can be watched on its own app, and on streamers including Netflix and Amazon. Its makers claim the series has had 200 million unique viewers across its platforms since launching. Season four had red carpet premieres in Los Angeles and London this week, to be followed by a limited cinema release (previous seasons pulled in around $35m at the US box office). The actor who plays Jesus, Jonathan Roumie, has met the Pope, twice, to talk about the series and his portrayal of Jesus. | Je to jeden z nejúspěšnějších crowdfundovaných zábavních projektů vůbec, přičemž jeho tvůrci tvrdí, že během čtyř ročních období série podpora diváků přinesla téměř 100 milionů dolarů na produkční náklady… Z malého pilotního projektu v roce 2017, který vytvořil filmař Dallas Jenkins narozený v Illinois, s 11 miliony dolarů získanými od dárců, se The Chosen vyvinulo v produkci, kterou lze sledovat na vlastní aplikaci a na streamovacích platformách včetně Netflixu a Amazonu. Jeho tvůrci tvrdí, že série měla od svého spuštění 200 milionů unikátních diváků na svých platformách. Čtvrtá sezóna měla tento týden premiéry na červeném koberci v Los Angeles a Londýně následované omezeným kinovým uvedením (předchozí sezóny přinesly přibližně 35 milionů dolarů na americkém pokladně). Herec, který hraje Ježíše, Jonathan Roumie, se dvakrát setkal s papežem, aby hovořil o seriálu a své podobě Ježíše. | “ |
| — Emma Jones, BBC | | |   |

| „                       | The show’s focal ensemble characters in the first several seasons are not entirely who you might expect. Rather, they include a number of figures who rarely get much, if any, significant attention in mainstream biblical adaptations. There’s religious leader Nicodemus (Erick Avari); Matthew (Paras Patel), a tax collector, whom The Chosen presents as being on the autism spectrum; hotheaded Simon, a.k.a. Peter (Shahar Isaac), and his brother, brooding fisherman Andrew (Noah James); and Mary Magdalene (Elizabeth Tabish), a sex worker dealing with alcoholism and addiction even after she meets Christ. | Hlavní postavy show v prvních několika sezónách nejsou zcela tím, co byste mohli očekávat. Spíše zahrnují řadu postav, které v mainstreamových biblických adaptacích obvykle nedostávají velkou, pokud vůbec nějakou, pozornost. Je zde náboženský vůdce Nikodém (Erick Avari); Matouš (Paras Patel), výběrčí daní, kterého The Chosen představuje jako člověka s autismem; horkokrevný Šimon, známý také jako Petr (Shahar Isaac), a jeho bratr, zádumčivý rybář Ondřej (Noah James); a Marie Magdaléna (Elizabeth Tabish), sex pracovnice, která se i po setkání s Kristem potýká s alkoholismem a závislostí. | “ |
| — Aja Romano, Vox Media | | |   |

| „                                  | „Jesus Christ Serienstar. Bibel-Filme gibt es viele. Die neue Serie ‘The Chosen’ ist aber anders: Per App lässt sie sich aufs Handy holen, in mehr als 50 Sprachen. Finanziert wird die süffig erzählte Story durch Spenden. Die Reihe könnte ein gigantisches Missionsprojekt werden. … Der Filmemacher Dallas Jenkins ist ein evangelikaler Christ aus den USA. Er sagt, er möchte mit dem Jesusfilm-Projekt durchaus den Netflix-Serien wie ‘Game of Thrones’ Konkurrenz machen und die Aufmerksamkeit auf Jesus richten. Als Sohn des christlichen Bestsellerautors Jerry B. Jenkins kennt er das Marketinggeschäft. … Durch die eigene App sind die Filmemacher unabhängig von Verleih und Kino. Jeder kann sich die App aufs Smartphone oder Tablet laden. Die Filme sind kostenlos. Auf der App wirbt Jenkins auch ihre Gelder ein für weitere geplante Staffeln.“ | „Ježíš Kristus, televizní hvězda. Biblických filmů je mnoho. Nový seriál The Chosen je ale jiný: Přes aplikaci si ho můžeš stáhnout do mobilu, a to ve více než 50 jazycích. Příběh, který je poutavě vyprávěn, je financován z darů. Tato série by mohla být obrovským misijním projektem. … Filmař Dallas Jenkins je evangelikální křesťan z USA. Říká, že chce s projektem filmu o Ježíši konkurencí poskytovat Netflixovým seriálům jako Game of Thrones a zaměřit pozornost na Ježíše. Jako syn křesťanského bestselerového autora Jerryho B. Jenkinse se vyzná v marketingovém byznysu. … Díky vlastní aplikaci jsou tvůrci filmu nezávislí na distributorech a kinech. Každý si může stáhnout aplikaci na smartphone nebo tablet. Filmy jsou zdarma. Jenkins aplikaci využívá také k získávání peněz na další plánované sezóny.“ | “ |
| — Mechthild Klein, Deutschlandfunk | | |   |

## The Chosen česky
- The Chosen – podrobné informace o jednotlivých dílech seriálu. www.vira.cz [online]. vira.cz [cit. 2025-05-24]. Dostupné online.
- The Chosen (Vyvolený). cz.jesus.net [online]. jesus.net [cit. 2025-05-24]. Dostupné online.